# Álvaro de Saavedra Cerón

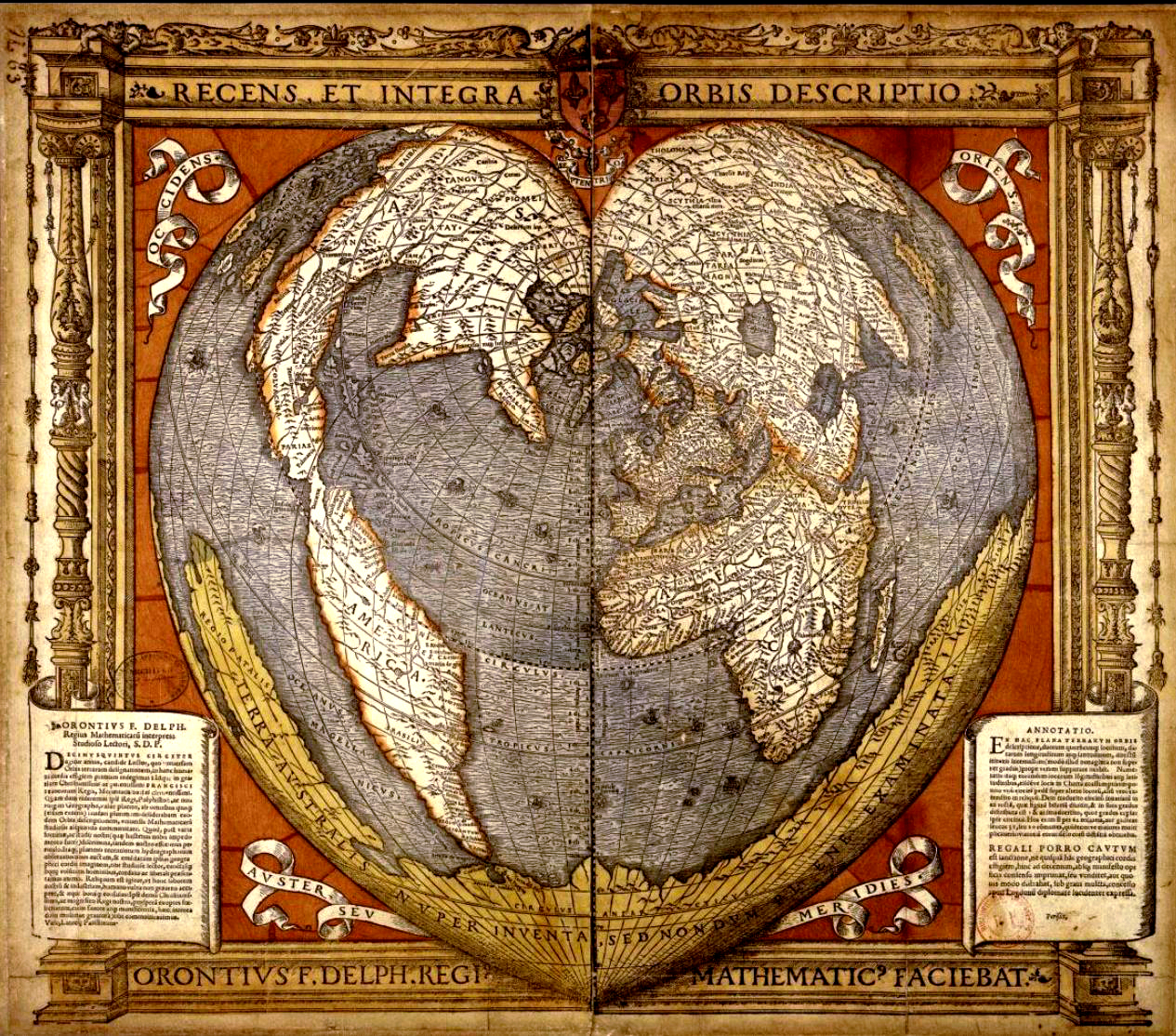
Världen 1536

Álvaro de Saavedra Cerón, född kring slutet på 1400-talet troligen i Spanien, död 1529 norr om Nya Guinea nära Marshallöarna. Saavedra var en spansk sjöfarare och upptäcktsresande och betraktas som upptäckaren av  Manus-ön och en rad andra öar i Stilla Havet.

## Saavedras tidiga liv
Inget är känd av Saavedras tidiga liv, han var dock släkt med Hernán Cortés vilken han 1526 följde till Nya Spanien (nuvarande Mexiko).

## Expeditionen till Stilla Havet

Saavedras resa

År 1527 fick Saavedra uppdraget att undsätta García Jofre de Loaísas expedition på Kryddöarna (nuvarande Moluckerna) och att medföra kryddväxter därifrån så att dessa även skulle kunna odlas i Nya Spanien.
Den 31 oktober 1527 (|1) lämnade konvojen hamnstaden Zihuatanejo Bay med tre fartyg "Spiritu Santo", "Santiago" och "Florida" (under befäl av Saavedras) och 110 mans besättning. I december förliste de två första fartygen under hårda stormar.
Han nådde sedan Marshallöarna och därifrån gick resan vidare mot Mindanao dit han nådde den 1 februari 1528. Saavedra nådde de östra Moluckerna i februari och anlände slutligen på Tidore den 30 mars 1528 (|2). Han hittade de överlevande från de Loaísas expeditions dock utan att kunna bistå dem militärt. Saavedra lämnade Tidore igen i juni och satte kurs rakt österut, den snabbaste vägen tillbaka till Nya Spanien för att hämta förstärkning hos Cortés.
Under resan genom Nya Guineas övärld upptäckte Saavedra troligen Schoutenöarna och  Manus-ön bland Amiralitetsöarna och troligen flera andra öar. Därefter fortsatte han genom  Karolinerna mot Marianerna vidare mot nordost tills han slutligen fastnade i  Passadområdet med ständiga motvindar så att han tvingades att återvända till Tidore.
Trots rekommendationerna att återvända till Spanien förbi Godahoppsudden valde Saavedra att göra ett nytt försök österut och lämnade Tidore den 3 maj 1529. Han nådde ända fram till Marshallöarna där han troligen upptäckte Pohnpei, Ujelang och Enewetak eller någon av dess atoller (|3) innan han åter tvingades att vända. Vid denna tidpunkt avled Saavedra dock.

## Eftermäle
Fartyget "Florida" och den återstående besättningen om 22 man anlände till Tidore den 8 december 1529 där de överlämnade sig till Portugiserna.
Först 1565 upptäckte den spanske munken och sjöfararen Andrés de Urdaneta en segelrutt över Stilla havet från väst till öst.